# Gastronomia del Brasil
La gastronomia del Brasil és el resultat d'una gran mescla de tradicions, ingredients i aliments que foren introduïts tant per la població indígena com pels corrents d'immigració. Es tracta d'una cuina variada i rica, de sabors forts i ben condimentada. Cada regió del país té la seva pròpia peculiaritat gastronòmica, degut a les diferents fases de colonització del país i de la diversitat dels ingredientes que s'hi troben.
Es considera que el menjar omnipresent a les cuines del Brasil és l'arròs amb fesols, no com a plat principal sinó com a acompanyament.

## Cuines regionals

### Regió Nord
La gastronomia d'aquesta zona és una de les més genuïnes del Brasil, ja que els pobles indígenes de la conca amazònica van rebre menys influència europea i africana. Així, quan es parla de la cuina indígena, s'acostuma a associar directament amb els plats típics de la regió nord del país.
La cuina indígena amazònica ofereix moltes receptes a base de peix, que es troben en abundància en els rius de la regió (pirarucú, tambaqui, piranya i, antigament, el manatí). Al litoral nord del país també es preparen plats amb gambes, crancs, tortugues, mol·luscs i diversos peixos d'aigua salada. Molts plats de peix es preparen guisats, però també hi ha receptes on el peix (com altres preses) es fuma en una graella de fusta anomenada moquém. Davant l'escassetat de sal, els nadius empraven condiments força saborosos i espècies que permetien conservar els aliments.
Un dels ingredients emprats més àmpliament és la mandioca, que té múltiples derivats i usos. Un d'ells és el tucupí, un suc resultant d'esprémer mandioca rallada. Amb el tucupí i els créixens del Pará (jambu, una verdura de gust fort i que deixa la llengua adormida), es preparen els dos plats més coneguts de la regió: el tacacá, una sopa amb gamba assecada que pot comprar-se en paradetes al carrer; i l'ànec al tucupí, una recepta on l'ànec silvestre es marina, cou, rosteix i, finalment, es guisa amb tucupí i jambu.
La maniva és la fulla de la mandioca. Té una alta concentració d'àcid cianhídric i, per poder consumir-la, ha de ser tractada durant molts dies. Un cop és apta pel consum, és l'ingredient principal de la maniçoba, que porta carn assecada de porc o bou i s'acompanya d'arròs blanc. Amb aquesta planta també es pot preparar chibé, una beguda a base d'aigua i farina de mandioca.
A l'illa de Marajó hi ha la major cabanya de búfals del Brasil, i és una important font d'aliment a la regió. En destaquen plats com el frito vaquero (carn de búfal fregida) i els làctics fets amb la llet de búfala.
Històricament, els indígenes preparaven unes farinetes (mingau) amb blat de moro o mandioca, que podien servir-se en combinacions salades o dolces, per postres. El mingau de plàtan verd és un plat habitual per esmorzar.
La regió és productora de fruites exòtiques i exquisides com cupuaçu, açaí, jenipapo, pupunha, buriti, guanàbana o cajá. Les primeres incursions dels colons europeus en la regió van produir-se a la cerca d'espècies (drogas do sertão) i fruits secs: guaranà, cacau, bixa (urucum) o nous del Brasil (castanha-do-pará).

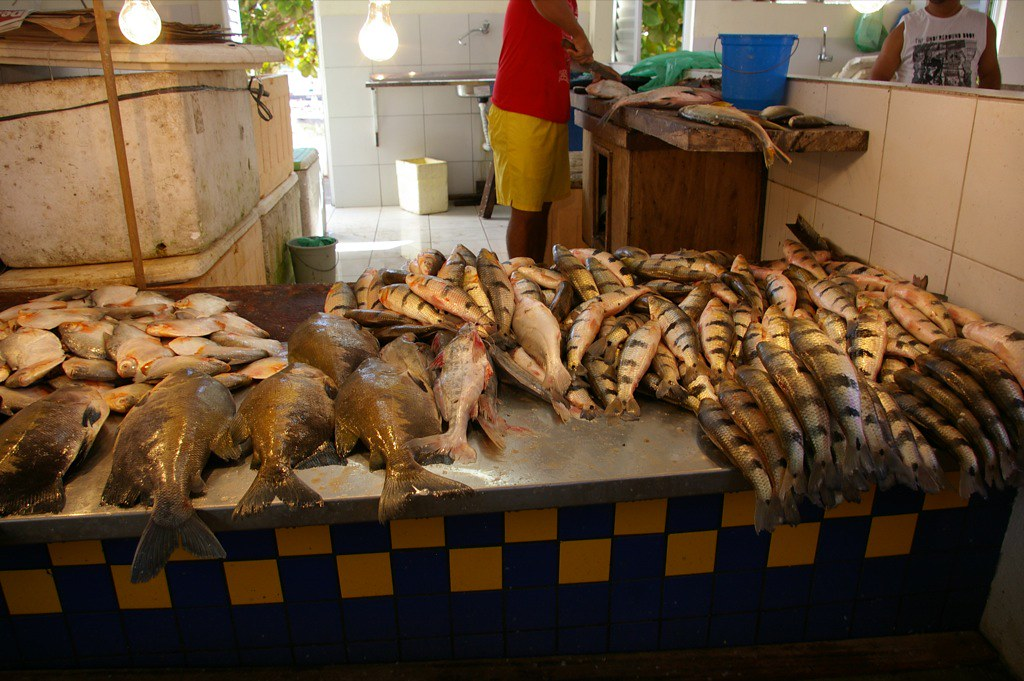
Mercat de peix a Manaus
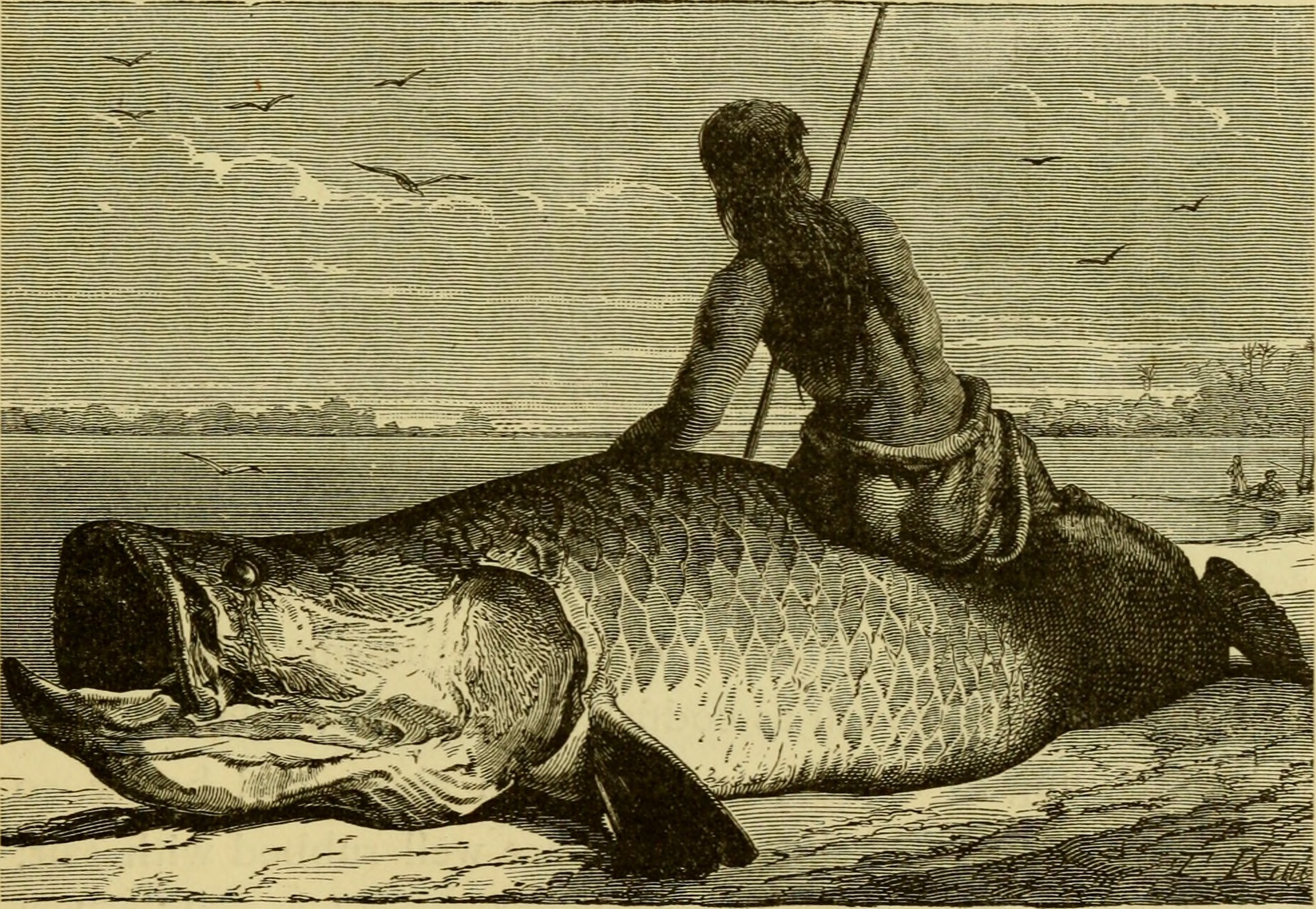
El pirarucú és un animal enorme.
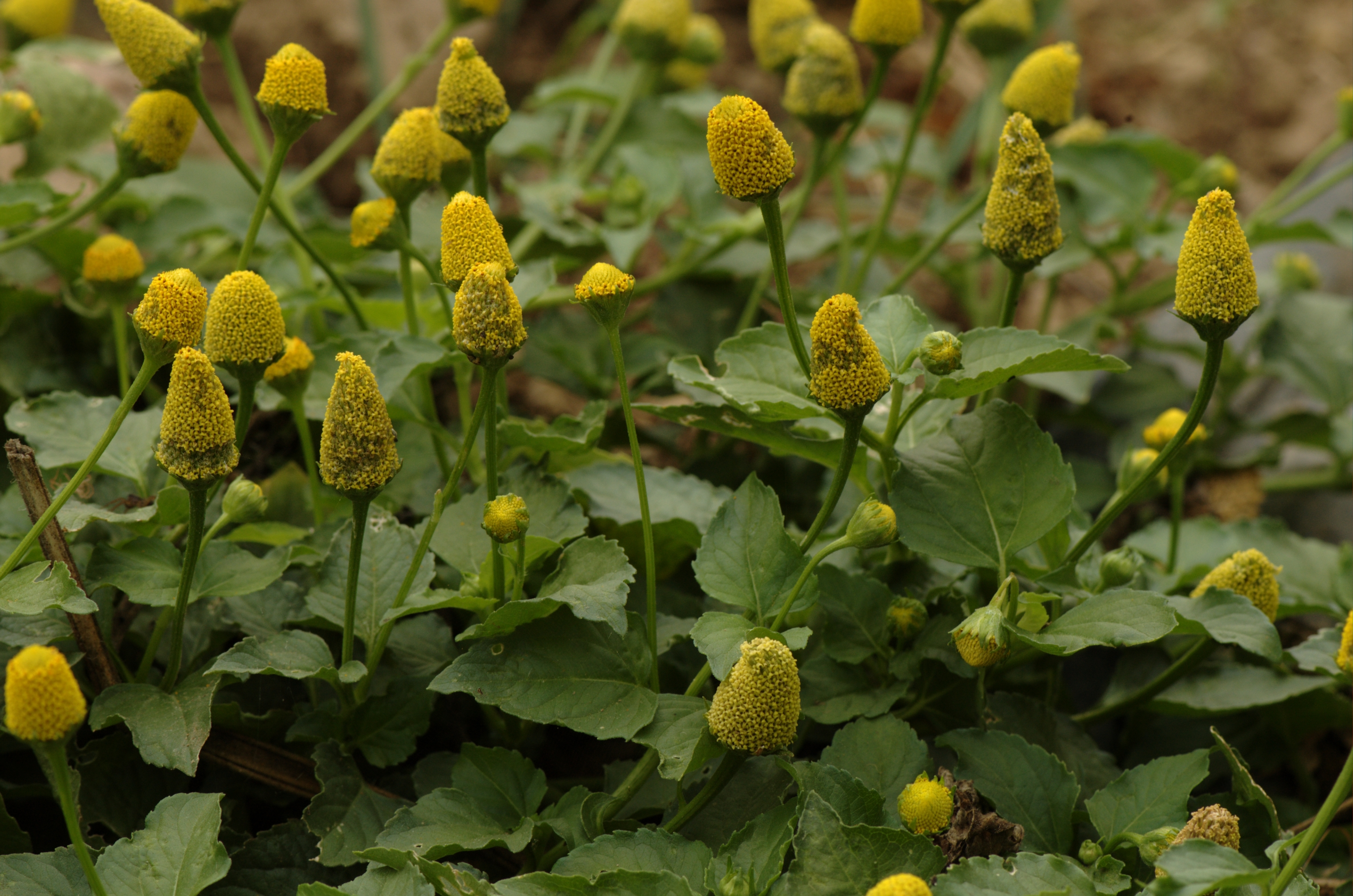
Créixens del Pará o jambu
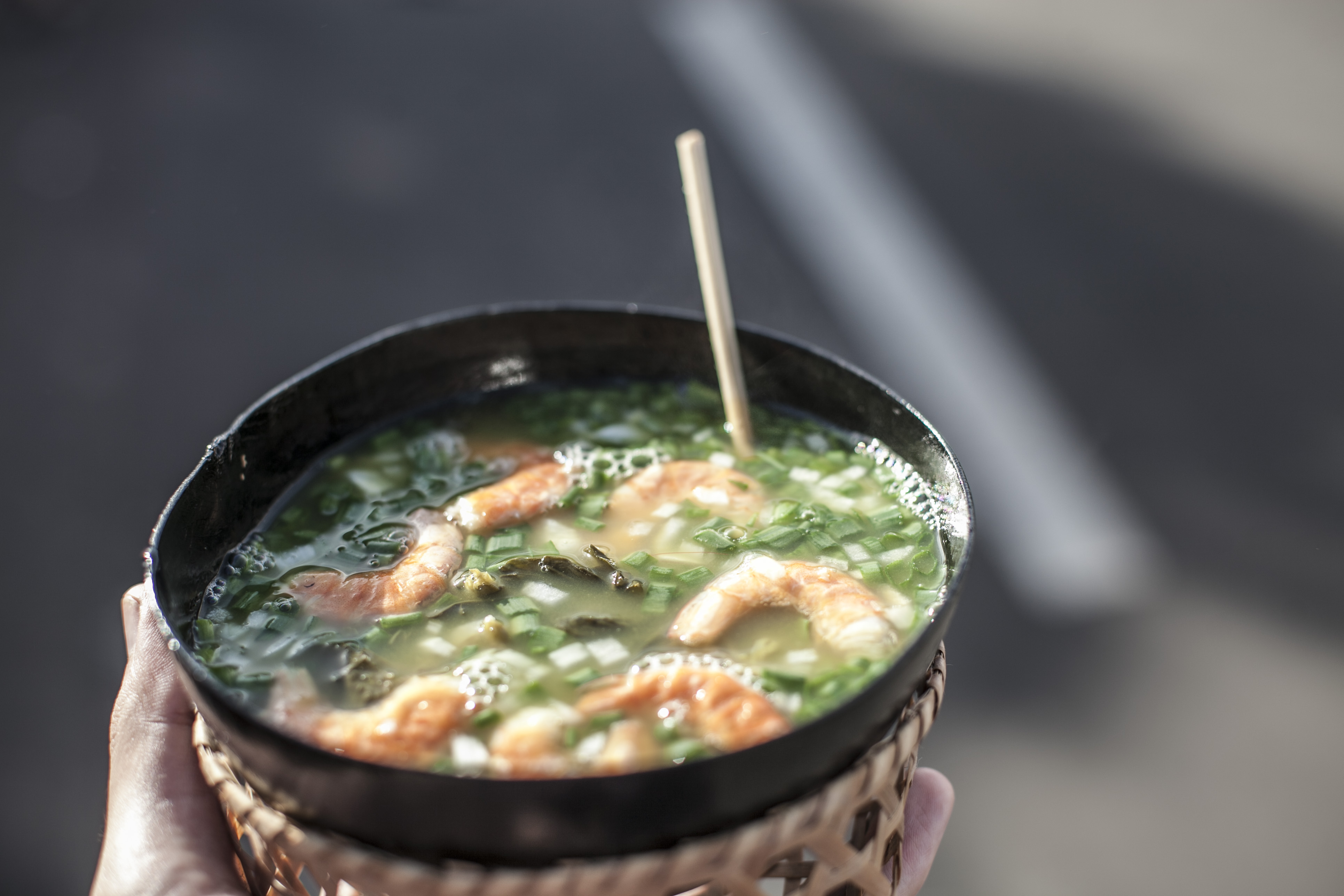
Tacacá
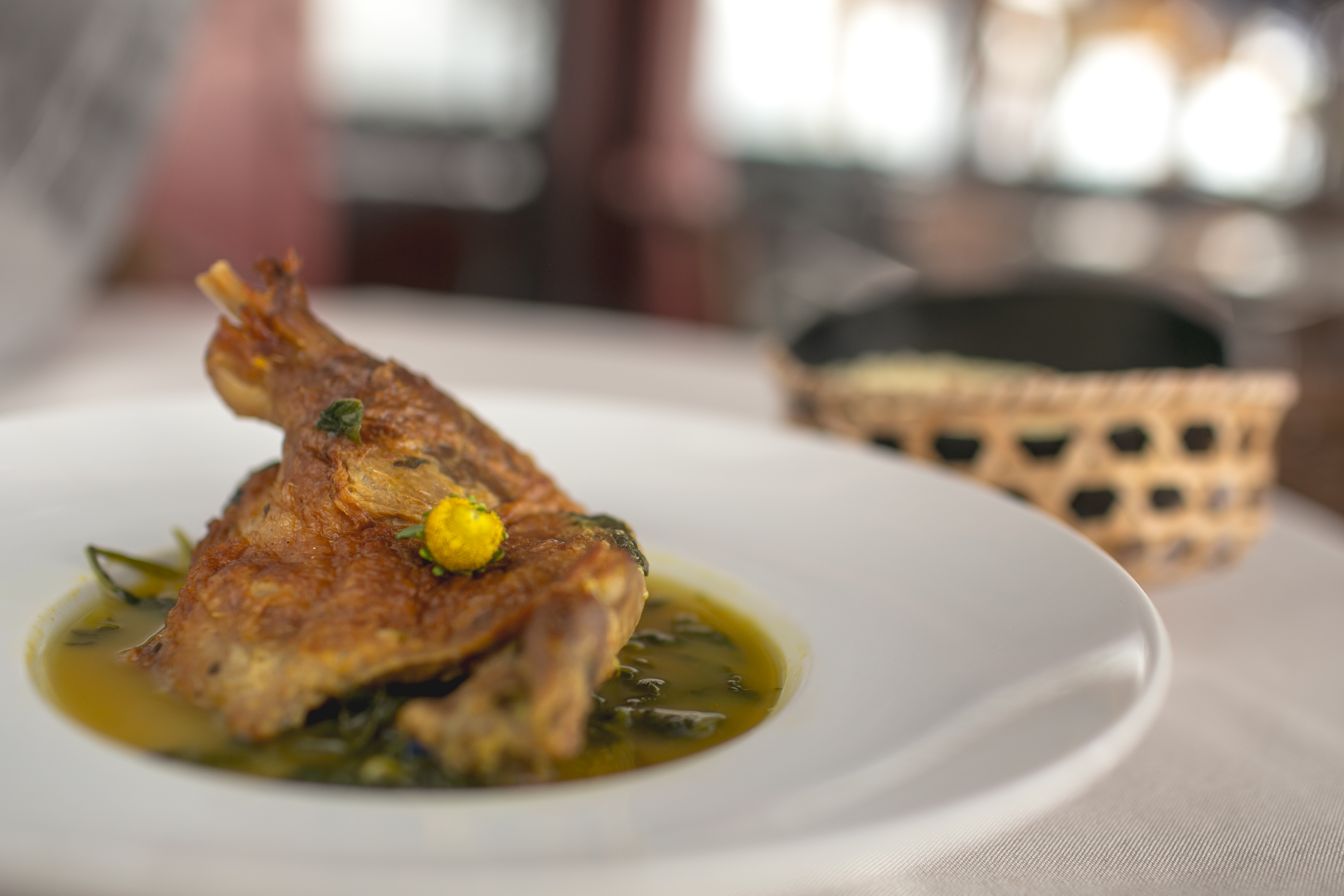
Ànec al tucupí
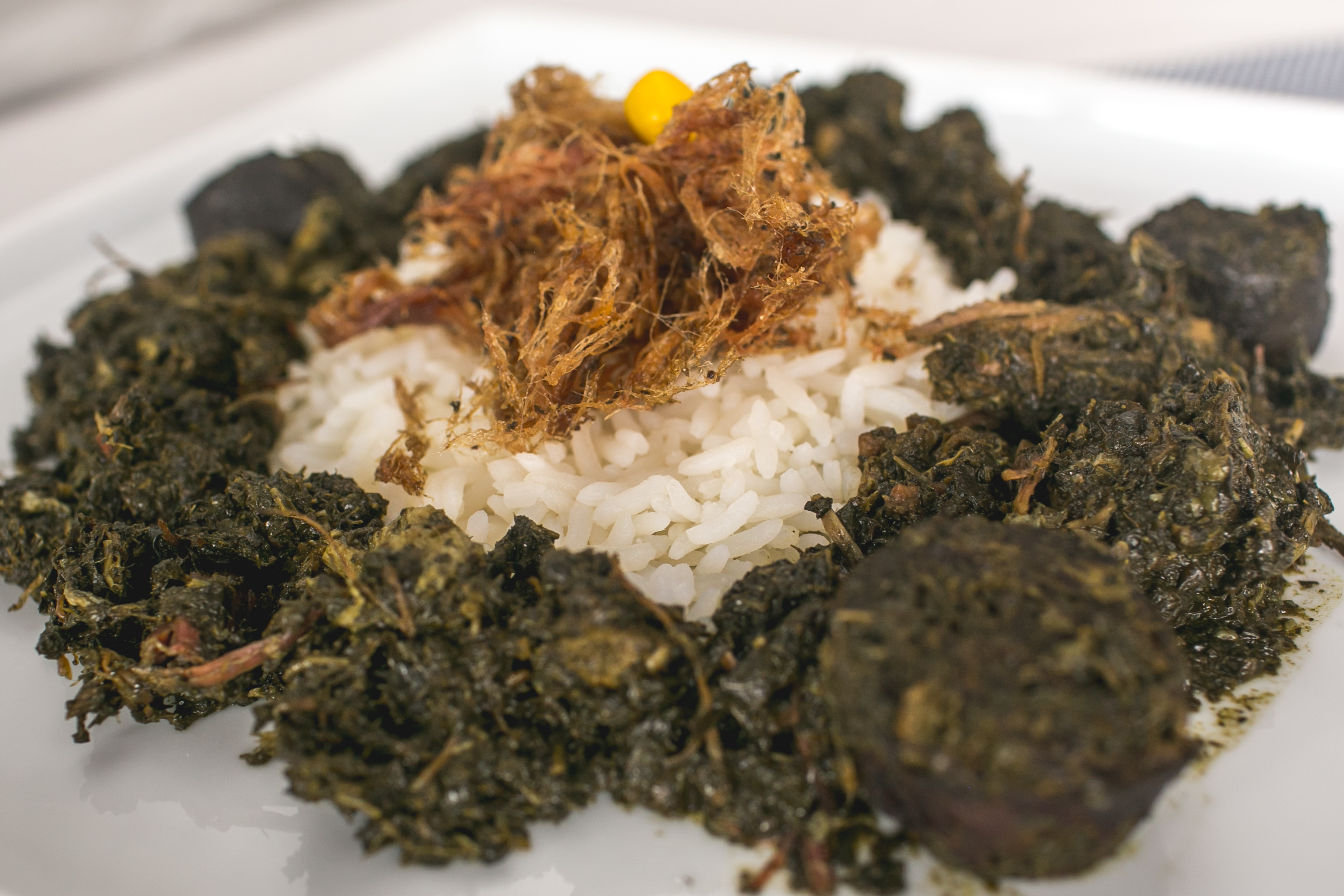
Maniçoba
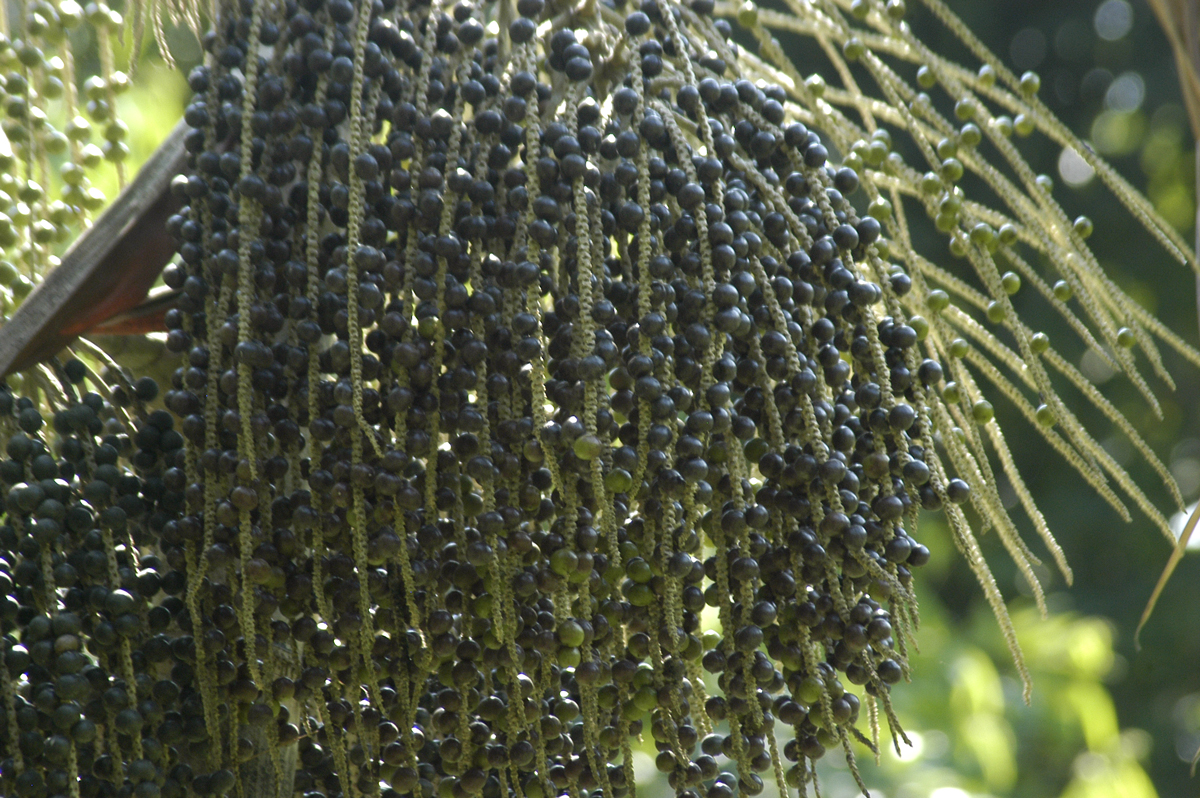
Arbre de l'açaí
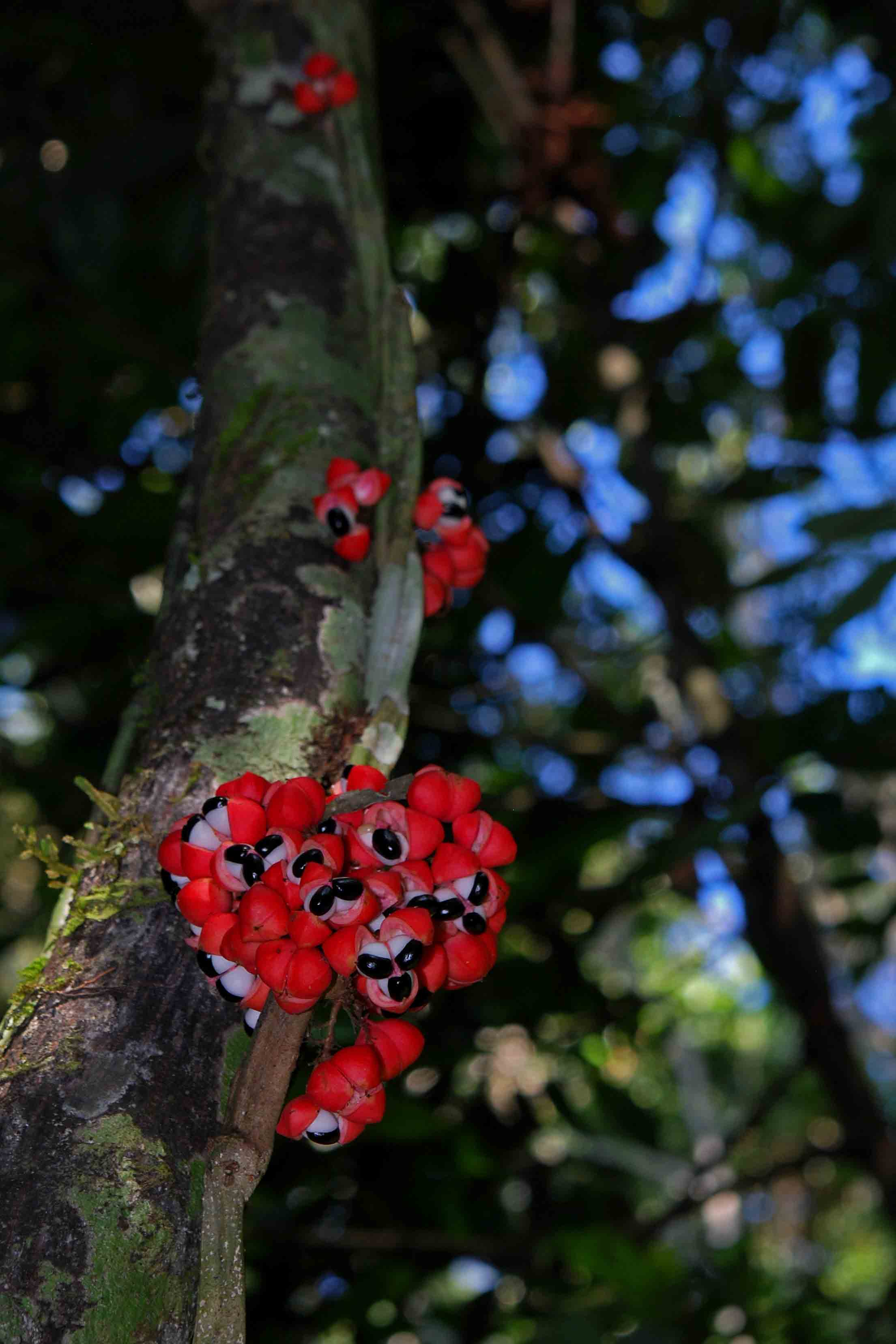
Guaraná
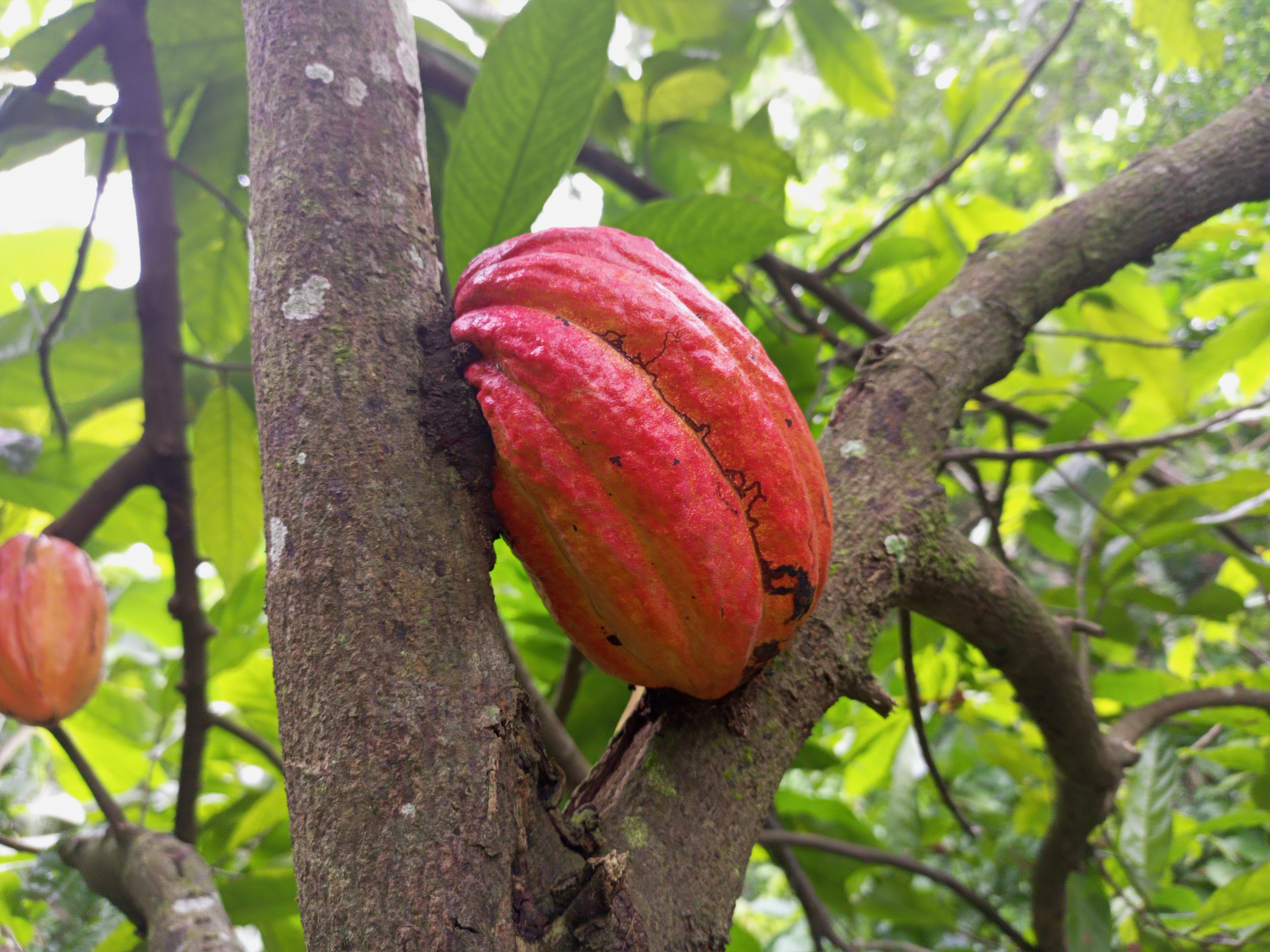
Cacau

### Regió Nord-est

Àrees del Nord-est: 1 • Meio-Norte, 2 • Sertão, 3 • Agreste 4 • Litoral

La diversitat climàtica (tropical a la costa i semiàrid a l'interior) es reflecteix clarament en la culinària "nordestina". L'agreste i el sertão són territoris durs, amb escassetat d'aigua, i els caboclos cuinaven amb el poc que la caatinga els hi donava. Destaquen els plats amb carn de cabra i la preparació de carn de bou assecada. El litoral -amb Salvador com a màxim exponent- va rebre una forta migració d'esclaus africans, arribada per treballar en les plantacions de sucre, cotó, cacau o café. Aquests van adaptar les seves receptes i rituals als ingredients que trobaven a la regió, deixant una forta empremta en la culinària brasilera. Tot i així, hi ha diferències entre els estats: Alagoas fa servir molt de marisc, capturat als seus manglars; mentre que a Bahia i Pernambuco s'empra el coco i la banana per donar un contrapunt dolç al menjar ben especiat i picant, cuinat en oli de palma (azeite de dendê). Maranhão, en canvi, manté encara força trets de la gastronomia portuguesa i no abusa de picants i colorants.

Hi ha dos fets diferencials en la cuina del nord-est. Als carrers de ciutats com Salvador o Recife sovintegen les paradetes de menjar casolà. El màxim exponent són les Baianas do Acarajé, que cuinen aquest plat en un ofici que ha guanyat la categoria de patrimoni immaterial brasiler. També cal destacar la importància de les festes junines, molt arrelades en aquesta regió. En aquestes festes hi ha un seguit de plats tradicionals, habitualment cuinats amb blat de moro.

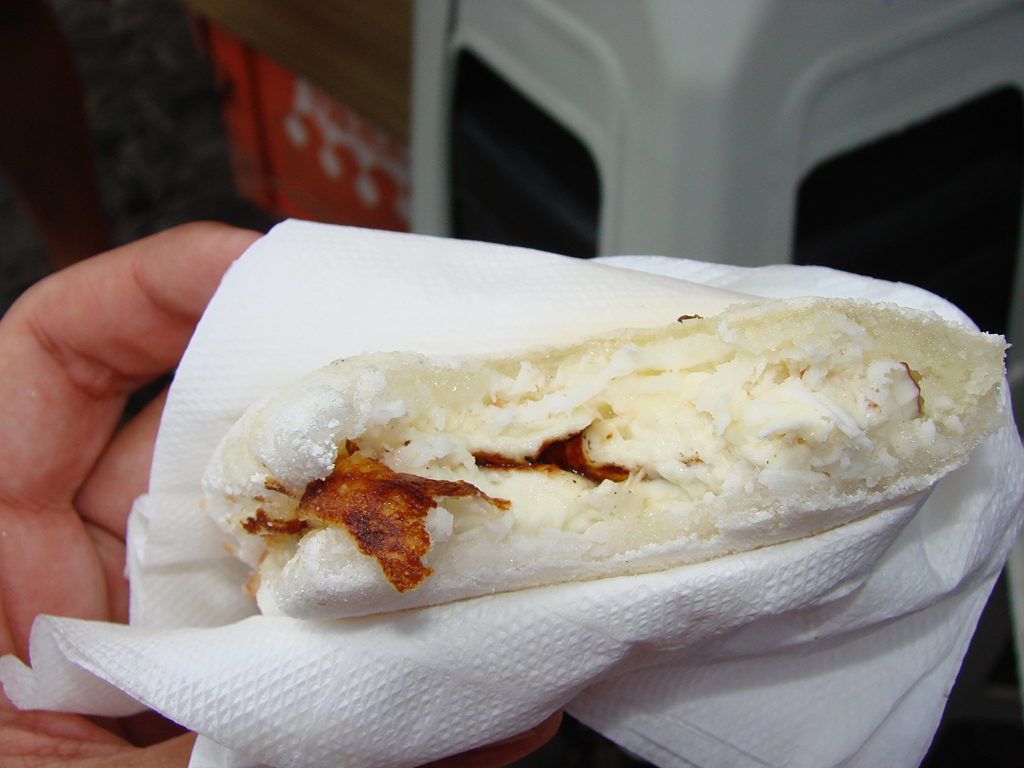
Tapioca.

Selecció dels plants més representatius:
- Carn de sol: carn salada i curada al sol. Es conserva bastant de temps i pot ser molt important en els llargs viatges pel sertão, en la fugida de les sequies. Quan es cou, desfilada i frita amb condiments i picada amb farina de mandioca o blat de moro, dura encara més i es coneix amb el nom paçoca.
- Vatapá: peix (pagre o corvina) acompanyat d'una espessa salsa feta a base de pasta de yuca, tomàquet, coco i oli de palmell.
- Peix de coco: peix preparat amb coco i la seva llet.
- Carurú: “panaché gratinat de verdures cuites amb pebres i escamarlans.
- Moqueca: de gambes fresques (guisat condimentat amb herbes, especialment coriander, llimona, ceba, llet de coco i oli de palmell). Es prepara picant, amb pebre aromàtic.
- Casquinha de siri: carn de cranc, trossejada en salsa verda y servida en la seva closca.
- Frigideira: fritura, generalment de peixos i marisc, amb ous batuts i llet de coco, cuita en una olla de fang o metall.
- Acarajé: bunyols fets amb pasta de mongetes negres frites en oli de palmell farcits amb vatapá, caruru i salsa de gambes seques. És un plat de carrer o aperitiu. A Salvador de Bahia, és molt freqüent trobar-se amb "bahianes", dones amb vestits tradicionals (falda, bata d'encaix, collars, polseres i turbant) venent acarajé.
- Xinxim de galinha: plat d'influència africana amb gallina trossejada, molt condimentada, cuita en salsa de cacauet, castanya o anacard i gambes seques, gingebre, tot mòlt, però amb un sabor delicat.

### El centre-oest: cuina de Mato Grosso

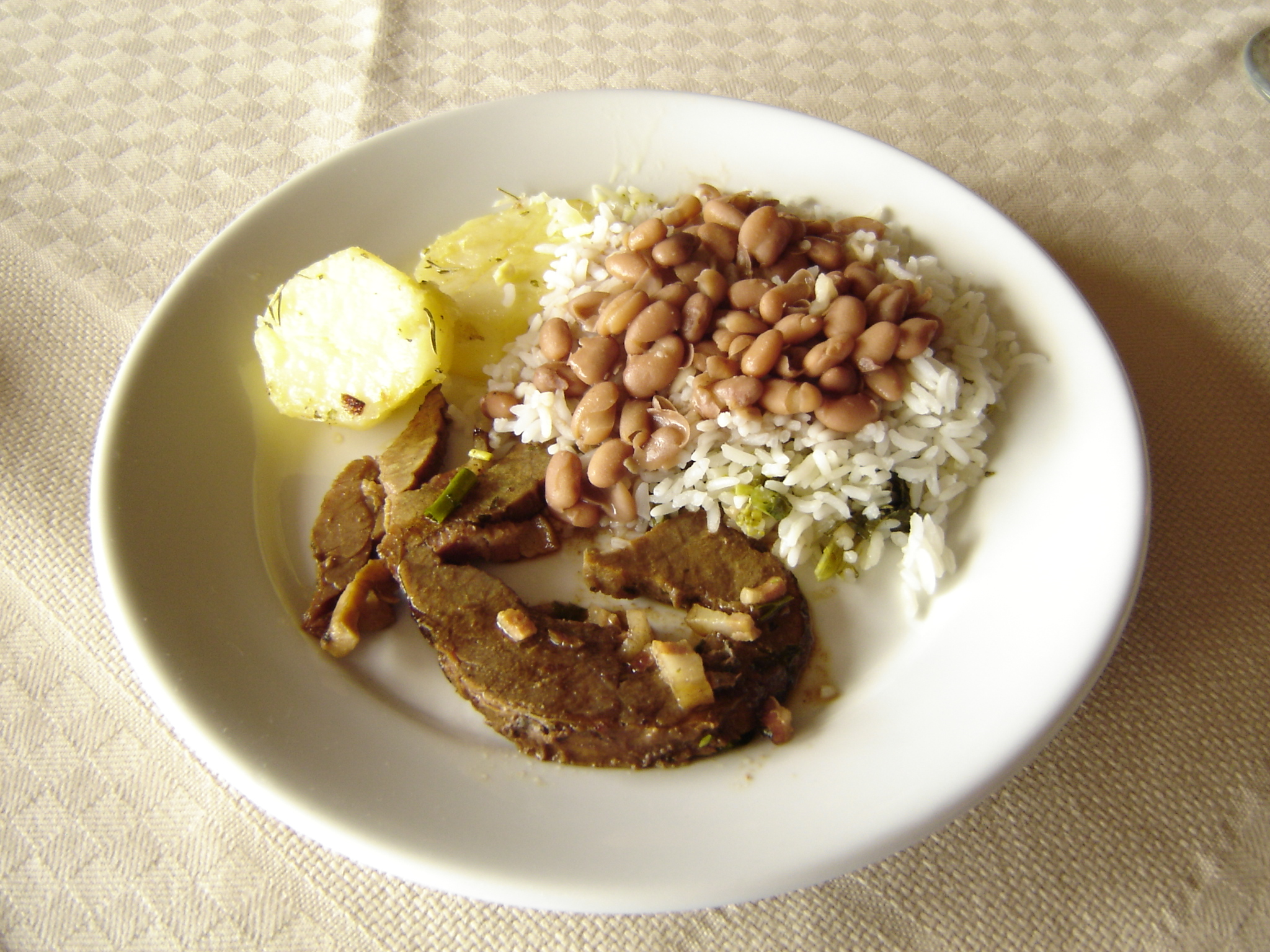
Arròs, fesols, carn i patata

A la zona centre-oest, la culinària es veu altament influenciada per la pecuària, una de les principals activitats econòmiques de la regió. Els peixos són molt diversos: cucu-rubatá, dourado, pacú, piabú. Se serveixen rostits, embolicats en fulles de plàtan amb sal grossa i acompanyats amb salsa vinagreta per damunt.
La cuina de porc és pròpia de la zona de l'interior. A la regió de Mato Grosso i Río Grande, al sud, la influència és criolla, gauxa. La carn representa el gran pilar d'aquesta cuina.
Els cicles de la immigració també introduïren a la regió la culinària africana, portuguesa, italiana i síria. Mato Grosso do Sul sofrí una forta influència llatinoamericana, sobretot pel que fa a les sopes de peix.
Selecció dels plats més representatius:
- Llom i pernil de porc: preparats de diferents formes: rostit, amb mel, en adob, etc.
- Tutu de Feijao: fesols cuits i espessits amb farina de mandioca abocada en forma de pluja. Generalment es mengen amb salsitxes fresques i ous fregits.
- Roupa velha: carn seca o restes de carn rostida, frita amb farina de mandioca.
- Pão de queijo: panellets de farina molt fina I formatge.
- Arròs amb suã: suã és la part inferior de l'espinada del porc amb tota la carn adjacent. Es daura el suã i s'ofega l'arròs amb patates.
- pequi

### El sud-est: cuina de Minas Gerais
Fins al segle xix, la cuina del sud-est fou influenciada essencialment pels portuguesos, africans i indígenes. Es tracta d'una cuina saborosa i camperola. La cuina de Minas Gerais es basa en la junga negra, l'arròs i la carn seca, però el porc rostit i el gall d'indi farcit i acompanyat de fruites entra també en el menú d'aquesta regió.
El formatge que s'elabora al país (queijo de Minas) és cèlebre a Brasil i acompanya els esmorzars amb confitura de guayaba.
La ciutat de São Paulo ha esdevingut un dels centres gatronòmics més reconeguts del món. Els restaurants de la ciutat serveixen menjar propis de totes les regions del Brasil i de tots els països del món (plats afrodisíacs, chinenos, vietnamites, escandinaus, japonesos, marroquins, àrabs, jueus, italians, espanyols, portuguesos, alemanys, etc.).
Selecció dels plats més representatius:
- Tute mineiro: puré de mongetes negres i farina de mandioca amb trossos de cansalada. Es combina amb angu (farina de blat cuita amb saïm).
- Pao de queijo: panellet de mandioca i formatge ratllat.
- Llom de porc, virado de fesols, cols picades: el virado són els fesols pràcticament sencers, cuits, ofegats, mesclats amb farina de mandioca.
- Galinha ao molho pardo: gallina acompanyada de la seva sang i assaonada amb vinagre i condiments.
- Galinha guisada amb quiabo y angu: el quiabo és una hortalissa, i l'angu és una massa feta de farina de blat I aigua.
- Feijoada: és considerat el plat nacional del Brasil. Té el seu origin a la zona carioca de Rio de Janeiro. S'elabora a base d'un guisat de fesols negres, cuits amb una gran varietat de carns salads, fumades I fresques. S'acompaya de col tallada molt fina, farina de mandioca i pebre.[30]

### El sud: cuina gauxa
La barreja ètnica a la regió del Sud es veu reflectida a la culinària. La cuina del sud o de les fredes "terres de les pampes" (on es troben els gauxus brasilers de pantalons abombaxats) és el paradís de la carn fresca i exquisidament preparada a la barbacoa. És tradició servir la carn en els rodízios (buffet lliure)i el millor tall és la Picanha, molt saborosa.
En alguns dels plats d'aquesta regió s'observa sobretot la influència de la cuina alemanya i italiana, però també de la portuguesa i espanyola.
A la costa, els fruits de mar recentment pescats ocupen un lloc important a la gastronomia del sud del Brasil.
Selecció dels plats més representatius:
- La parrillada és principal plat de Rio Grande do Sul. A l'època de la colonització, els jesuïtes van introduir el bestiar i deixaren el ramat sota la responsabilitat dels indígenes, amb la intenció d'evangelitzar-los. Amb l'arribada dels "tropeiros" (exploradors) paulistes i miners (de Minas Gerais), que els escavitzaren, el bestiar quedà en llibertat i es dispersà pel sud del territori. Per aquest motiu, són abundants les pastures i la parrillada gauxa esdevé tradicional.
- Barreado:  capes de carn i cansalada en una olla de fang amb massa de farina de blat.

## Altres components de la cuina brasilera
- Farofa: farina de mandioca passada per mantega, quan es torna humida i cruixent o quan es mescla amb ous, salsitxes fresques, col, etc. S'ha de menjar recentment feta, calenta. Aquest és l'acompanyament més comú de la cuina brasilera i també s'empra per emplenar el pollastre o el gall d'indi rostit.
- La pizza brasilera és una de les millors. Se'n fan de dolces, vegetarians, de marisc, etc.
- Pa: s'assembla a la baguette francesa. Els forns venen tot tipus de pa salat i dolç, rosques, trunyelles i panellets francesos petits.

## Els dolços

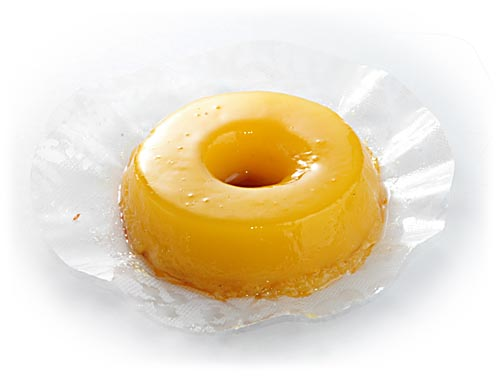
Quindim.

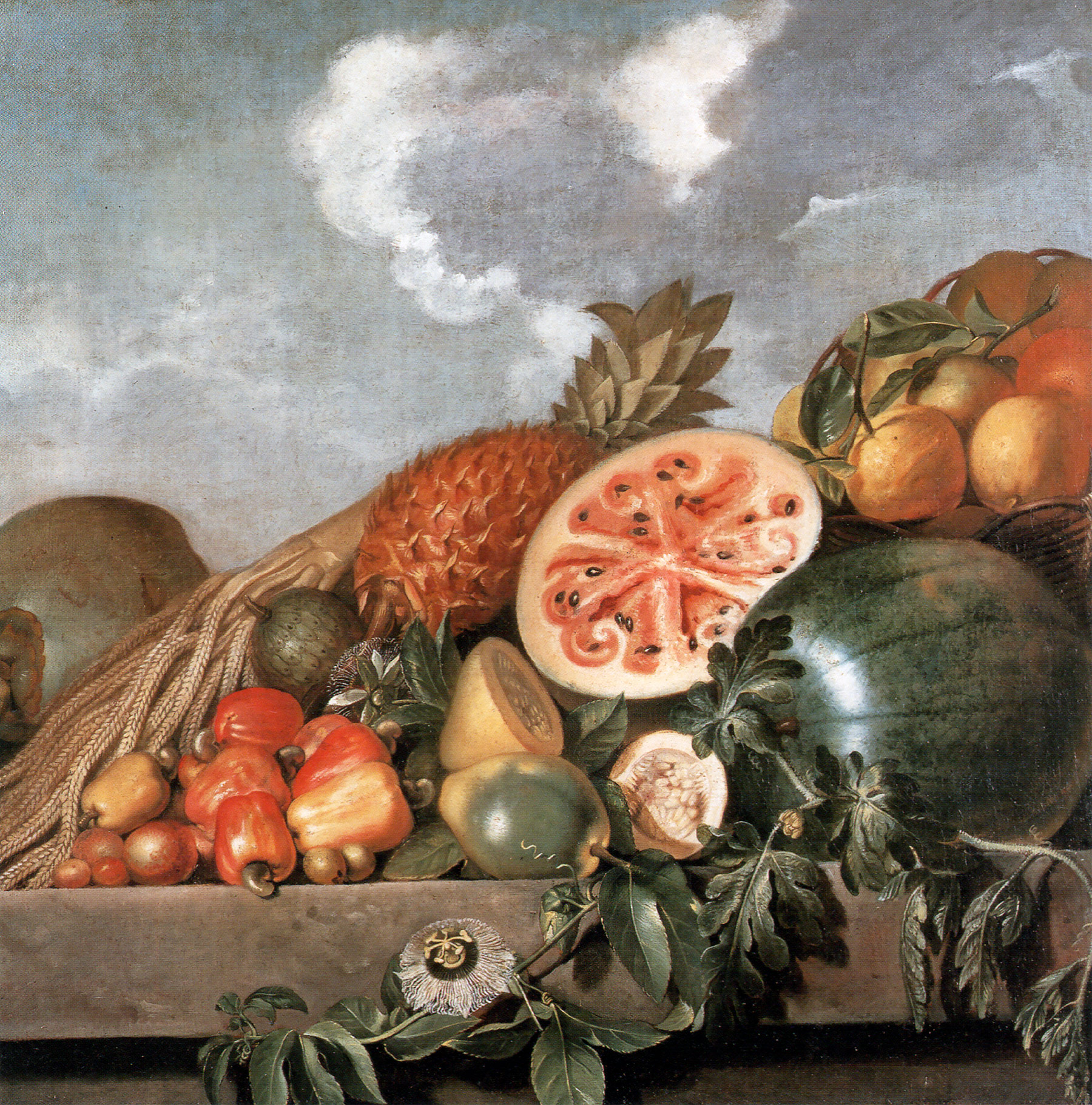

La preparació dels dolços i pastissos està lligada a l'època colonial, concretament als convents. Les monges portugueses foren qui portaren l'art de la confiteria i de la producció de petites joies dolces col·locades dins de cistelles de paper. Les filles des senyors, generalment alumnes dels convents, aviat es convertiren en exquisides rebosteres, mestres en el maneig del sucre (única branca de la cuina que els estava permesa).
A Brasil, l'alvocat es menja amb sucre i suc de llima o llimona, s'obre l'alvocat, es treu l'os, i, o bé dins mateix de la pell, es posa sucre i suc de llima, o bé, es trosseja i es xafa en un plat, i se l'hi posa el sucre i el suc de la llima. Per cert, en portuguès es diu ABACATE. Crema o gelat d'alvocat. Els brasilers recomanen esmitjar l'alvocat, treure l'os i afegir-li sucre, vi d'Oporto i castanya ratllada de Pará.
Per als amants del dolç existeix una gran varietat de dolços, des de pastissos, pudín, macedònia de fruites, compota de formatge, gelats, fruites, etc.
Els dolços més representatius:
- Brigadeiro: dolç de xocolata i vainilla, apreciat pels nens.
- Pé de moleque: dolç fet amb maní i sucre en forma de bloc.
- Paçoca de amendoim: dolç típic fet amb farina de yuca, maní i sucre, preparat freqüentment per a Setmana Santa.
- Quindim: dolç fet a base de vermell d'ou, sucre i coco ratllat, afegint-li un colorant groc.
- Mousse de maracuià
- Altres: olho-de-sogra, cajuzinho, suspiro, bombom de nozes, bem-casados, camafeu.

## Les begudes

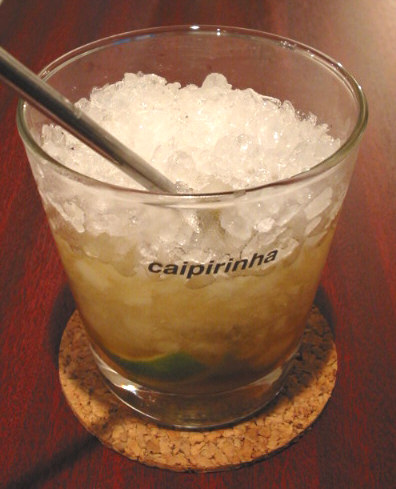
Got de caipirinha

- Caipirinha: és la beguda nacional del Brasil i està elaborada amb cachaça (aiguardent destil·lat de la canya de sucre. Una de les cachaça més apreciades és la de Minas Gerais o Salinas), llimona, sucre i gel. Altres versions són la caipivodka i la caipsake.
- Cafezinho: se serveix en petites tasses durant tot el dia. Les mestresses de casa reben els convidats amb un cafezinho (símbol d'hospitalitat), normalment preparat amb colador, aigualit. Inclús als comerços és habitual tenir un termos amb cafè per oferir als clients.

- Sucs de fruites: coneguts amb el nom de "vitaminas". La varietat és infinita però les fruites més conegudes són: plàtan, guayaba, papaya, mango, maracuyá, cherimoya, fruta do conde, camu-camu, pitanga, cajú, acerola, jabuticaba, guaraná (té gust d'aigua carbonatada cremosa, se li atribueixen propietats tonificants-fet d'una fruita tropical, que només es troba a la Amazonia
- Coco (aigua i batut de coco)
- Cervesa: és daurada i se serveix en forma de chope o en botella. Les principals marques són: Skol, Brahma i Antárctica.